# Барстоу (Каліфорнія)
Барстоу (англ. Barstow) — місто (англ. city) в США, в окрузі Сан-Бернардіно штату Каліфорнія. Населення — 25 415 осіб (2020).
Розташоване за 89 км на північ від міста Сан-Бернардіно і за 100 км на північний захід від міста Бейкер. У місті розміщується Корпус морської піхоти США Барстоу.

## Географія
Барстоу розташований за координатами 34°52′0″ пн. ш. 117°2′35″ зх. д. / 34.86667° пн. ш. 117.04306° зх. д. (34.866788, -117.043006).  За даними Бюро перепису населення США в 2010 році місто мало площу 107,21 км², з яких 107,19 км² — суходіл та 0,02 км² — водойми.

### Рослинність
У цій ділянці пустелі переважають високі і низькі пустельні чагарники, такі як Креозотовий кущ. Також мешканці культивували деякі нетипові рослини, серед них: Сосна алепська, Кипарис вічнозелений, Айлант, Ясен.

### Клімат
Для січня середня максимальна температура становить +17 ° С, а середня мінімальна — лише 1 ° С. Середній максимум липня становить 39 ° С, а середній мінімум — 21 ° С.
| Клімат : Барстоу        | Клімат : Барстоу | Клімат : Барстоу | Клімат : Барстоу | Клімат : Барстоу | Клімат : Барстоу | Клімат : Барстоу | Клімат : Барстоу | Клімат : Барстоу | Клімат : Барстоу | Клімат : Барстоу | Клімат : Барстоу | Клімат : Барстоу | Клімат : Барстоу |
| Показник                | Січ.             | Лют.             | Бер.             | Квіт.            | Трав.            | Черв.            | Лип.             | Серп.            | Вер.             | Жовт.            | Лист.            | Груд.            | Рік              |
| Абсолютний максимум, °C | 25,6             | 30,6             | 33,3             | 36,7             | 41,7             | 44,4             | 46,1             | 44,4             | 42,8             | 38,3             | 31,7             | 24,4             | 46,1             |
| Середній максимум, °C   | 14,3             | 17,1             | 21,2             | 24,4             | 30,2             | 34,8             | 38,6             | 37,9             | 33,3             | 26,8             | 19,4             | 14,2             | 26,0             |
| Середній мінімум, °C    | 1,8              | 3,8              | 6,2              | 9,6              | 13,6             | 17,7             | 21,3             | 20,4             | 16,8             | 11,0             | 5,4              | 1,0              | 10,7             |
| Абсолютний мінімум, °C  | −11,1            | −7,8             | −3,3             | −1,1             | 0,0              | 2,2              | 8,9              | 10,6             | 4,4              | 0,6              | −6,7             | −13,3            | −13,3            |
| Норма опадів, мм        | 21               | 25               | 17               | 5                | 2                | 1                | 8                | 7                | 9                | 8                | 12               | 18               | 133              |
| ----------------------- | ---------------- | ---------------- | ---------------- | ---------------- | ---------------- | ---------------- | ---------------- | ---------------- | ---------------- | ---------------- | ---------------- | ---------------- | ---------------- |
| Джерело:                |                  |                  |                  |                  |                  |                  |                  |                  |                  |                  |                  |                  |                  |

## Демографія
Згідно з переписом 2010 року, у місті мешкало 22 639 осіб у 8085 домогосподарствах у складі 5413 родин. Густота населення становила 211 особа/км².  Було 9555 помешкань (89/км²).
Расовий склад населення:
| - 52,3 % — білих - 14,6 % — чорних або афроамериканців - 3,2 % — азіатів - 2,1 % — корінних американців - 1,2 % — вихідців з тихоокеанських островів - 18,7 % — осіб інших рас |

До двох чи більше рас належало 7,8 %. Частка іспаномовних становила 42,8 % від усіх жителів.
За віковим діапазоном населення розподілялося таким чином: 29,8 % — особи молодші 18 років, 59,5 % — особи у віці 18—64 років, 10,7 % — особи у віці 65 років та старші. Медіана віку мешканця становила 31,1 року. На 100 осіб жіночої статі у місті припадало 99,6 чоловіків;  на 100 жінок у віці від 18 років та старших — 94,9 чоловіків також старших 18 років.
Середній дохід на одне домашнє господарство  становив 50 699 доларів США (медіана — 39 632), а середній дохід на одну сім'ю — 56 799 доларів (медіана — 45 679). Медіана доходів становила 47 027 доларів для чоловіків та 38 170 доларів для жінок. За межею бідності перебувало 33,7 % осіб, у тому числі 49,8 % дітей у віці до 18 років та 12,7 % осіб у віці 65 років та старших.
Цивільне працевлаштоване населення становило 7811 осіб. Основні галузі зайнятості: освіта, охорона здоров'я та соціальна допомога — 20,4 %, мистецтво, розваги та відпочинок — 14,1 %, публічна адміністрація — 12,6 %.

## Видатні представники міста
- Байрон Кейті (*1842) — письменниця
- Джинн Крейн (1925—2003) — американська акторка
- Лукас Тейлор (1995) — футболіст.

## Економіка
Незручне розташування та віддаленість від великих міст створює для міста економічні проблеми, зараз місто розробляє проєкти для посилення економіки.
В планах міста передбачена побудова трьох нових казино, численні житлові новобудови та торгові центри включаючи Walmart.[джерело?]
| #  | Роботодавець                            | кількість працівників |
| -- | --------------------------------------- | --------------------- |
| 1  | Форт Ірвін                              | 22,700                |
| 2  | Логістична база морської піхоти Барстоу | 2,071                 |
| 3  | BNSF Railway                            | 1,000                 |
| 4  | Barstow Unified School District         | 643                   |
| 5  | Tanger Outlet Stores                    | 600                   |
| 6  | Raytheon Tech Services                  | 501                   |
| 7  | Northrop Grumman                        | 469                   |
| 8  | San Bernardino County                   | 410                   |
| 9  | Barstow Community College               | 396                   |
| 10 | High Desert Support Services            | 330                   |
| 11 | Silver Valley Unified School District   | 306                   |
| 12 | Barstow Community Hospital              | 300                   |
| 13 | Veterans Home of California – Barstow   | 217                   |
| 14 | Walmart                                 | 190                   |
| 15 | місто Барстоу                           | 164                   |

## Медіа

### Газети, книги та радіо
Заснована в 1910 році і перейменована в 1958, місцева газета Desert Dispatch. Щоденно газета має тираж в 3,259.
Головна радіостанція міста — є KDUC (або "K-DUCK"), яка транслює сучасну музику.

## Інфраструктура

### Транспортна система
Barstow Area Transit (BAT) — це місцева транспортна система . Вона охоплює місто Барстоу та околиці в окрузі Сан Бернардіно. BAT експлуатує три фіксовані автобусні маршрути за годинним розкладом, сервісне обслуговування для людей похилого віку та людей з обмеженими можливостями. За запитом заздалегідь, окружний автобус вирушає з фіксованого маршруту для збору або висадки пасажирів. Всі транспортні підрядники міста та району під'єднані до транспортного центру мерії Барстоу.

### Охорона здоров'я
В місті розташована Громадська лікарня Барстоу в якій знаходиться 56 палат та обслуговує розташовану поруч комуну Хай Десерт. Лікарня була побудована в 1958 році та двічі в 90-х роках входила до "Топ-100 кращих лікарень країни".

### Громадська безпека
Місто має власне поліцейське управління, та регіональний Відділ Шерифа округу Сан Бернардіно що включає в себе наступні міста: Ньюберрі Спрінгс, Трона, Бейкер, Людлоу.
Пожежна безпека надається округом пожежної безпеки Барстоу.
19 листопада, 2010 року Мешканці Барстоу були попереджені про те, що водна система району була забруднена . Логістична база морської піхоти Барстоу повідомила Golden State Water, що зразки, взяті з їх системи води, показали хімічний перхлорат на рівнях, що перевищують максимальний рівень забруднення. Перхлорат знаходиться в ракетному пропелянті, салютах, вибухівці, сірниках та інших промислових продуктах. Golden State Water Co. видавала жителям міста безкоштовну питну воду.

### Кладовище
Меморіальний парк Mountain View (також називається Mt. View Cemetery), розташований на Ірвін Роуд і був побудований 1937 року. Серед похованих знаходиться Боб Роудс пітчер MLB
.